# Open Quimper Bretagne Occidentale
L'Open Quimper Bretagne Occidentale, noto anche come Open EuroEnergie de Quimper e Open BNP Paribas-Banque De Bretagne Quimper per motivi di sponsorizzazione, è un torneo professionistico di tennis che fa parte dell'ATP Challenger Tour. Si gioca annualmente sui campi in cemento indoor del Parc des Expositions di Quimper, in Francia, dal 2011.

## Albo d'oro

### Singolare
| Anno     | Campione                  | Finalista               | Punteggio        |
| -------- | ------------------------- | ----------------------- | ---------------- |
| 2025     | Sascha Gueymard Wayenburg | Pierre-Hugues Herbert   | 6(3)–7, 6–1, 6–2 |
| 2024     | Pierre-Hugues Herbert (2) | Duje Ajduković          | 6–3, 6–2         |
| 2023     | Grégoire Barrère (2)      | Arthur Fils             | 6–1, 6–4         |
| 2022     | Vasek Pospisil            | Grégoire Barrère        | 6–4, 3–6, 6–1    |
| 2021 (2) | Brandon Nakashima         | Bernabé Zapata Miralles | 6–3, 6–4         |
| 2021 (1) | Sebastian Korda           | Filip Horanský          | 6–1, 6–1         |
| 2020     | Cem İlkel                 | Maxime Janvier          | 7–6(6), 7–5      |
| 2019     | Grégoire Barrère (1)      | Daniel Evans            | 4–6, 6–2, 6–3    |
| 2018     | Quentin Halys             | Aleksej Vatutin         | 6–3, 7–6(1)      |
| 2017     | Adrian Mannarino          | Peter Gojowczyk         | 6–4, 6–4         |
| 2016     | Andrej Rublëv             | Paul-Henri Mathieu      | 6(6)–7, 6–4, 6–4 |
| 2015     | Benoît Paire              | Grégoire Barrère        | 6–4, 3–6, 6–4    |
| 2014     | Pierre-Hugues Herbert (1) | Vincent Millot          | 7–6(5), 6–3      |
| 2013     | Marius Copil              | Marc Gicquel            | 7–6(9), 6–4      |
| 2012     | Igor Sijsling             | Malek Jaziri            | 6–3, 6–4         |
| 2011     | David Guez                | Kenny de Schepper       | 6–2, 4–6, 7–6(5) |

### Doppio
| Anno     | Campioni                                      | Finalisti                                   | Punteggio           |
| -------- | --------------------------------------------- | ------------------------------------------- | ------------------- |
| 2025     | Sadio Doumbia (2) Fabien Reboul (2)           | Romain Arneodo Manuel Guinard               | 6–2, 4–6, [10–3]    |
| 2024     | Manuel Guinard Arthur Rinderknech             | Anirudh Chandrasekar Vijay Sundar Prashanth | 7–6(4), 6–3         |
| 2023     | Sadio Doumbia (1) Fabien Reboul (1)           | Anirudh Chandrasekar Arjun Kadhe            | 6–2, 6–4            |
| 2022     | Albano Olivetti (4) David Vega Hernández      | Sander Arends David Pel                     | 3–6, 6–4, [10–8]    |
| 2021 (2) | Ruben Bemelmans Daniel Masur                  | Brandon Nakashima Hunter Reese              | 6–2, 6–1            |
| 2021 (1) | Grégoire Barrère Albano Olivetti (3)          | James Cerretani Marc-Andrea Hüsler          | 5–7, 7–6(7), [10–8] |
| 2020     | Andrej Golubev Oleksandr Nedovjesov           | Ivan Sabanov Matej Sabanov                  | 6–4, 6–2            |
| 2019     | Fabrice Martin Hugo Nys                       | David Pel Antonio Šančić                    | 6–4, 6–2            |
| 2018     | Ken Skupski Neal Skupski                      | Sander Gillé Joran Vliegen                  | 6–3, 3–6, [10–7]    |
| 2017     | Michail Elgin Igor Zelenay                    | Ken Skupski Neal Skupski                    | 2–6, 7–5, [10–5]    |
| 2016     | Tristan Lamasine Albano Olivetti (2)          | Nikola Mektić Antonio Šančić                | 6–2, 4–6, [10–7]    |
| 2015     | Flavio Cipolla Dominik Meffert                | Martin Emmrich Andreas Siljeström           | 3–6, 7–6(5), [10–8] |
| 2014     | Pierre-Hugues Herbert (2) Albano Olivetti (1) | Toni Androić Nikola Mektić                  | 6–4, 6–3            |
| 2013     | Johan Brunström Raven Klaasen                 | Jamie Delgado Ken Skupski                   | 3–6, 6–2, [10–3]    |
| 2012     | Pierre-Hugues Herbert (1) Maxime Teixeira     | Dustin Brown Jonathan Marray                | 7–6(5), 6–4         |
| 2011     | James Cerretani Adil Shamasdin                | Jamie Delgado Jonathan Marray               | 6–3, 5–7, [10–5]    |